# Patricia Fauring
Ana María Patricia Fauring é uma matemática argentina, que ganhou o Prêmio Paul Erdős de 2004 por ser "o principal matemático envolvido no treinamento de equipes argentinas para a IMO e outros eventos internacionais, onde elas se saíram de forma respeitável".
Fauring obteve um doutorado em 1982 na Universidade de Buenos Aires, orientada por Ángel Rafael Larotonda, com a tese Una noción de estabilidad para campos vectoriales complejos.